# Иван Есенски
Иван Есенски е български поет-лирик, автор на редица стихосбирки с поезия и есеистика и няколко документални филма, автор на две пиеси.
Иван Есенски е роден на 21 ноември 1949 г. в с. Мухово, Софийско. Завършил е философия и българска филология в Софийския университет „Климент Охридски“.
Работил е като строител на обекти в България и други четири години в град Железногорск. Бил е редактор в РТЦ – Пловдив, отговорен редактор на Радиоцентър – Пазарджик, главен редактор на военна редакция в Българското национално радио, директор на издателство „Народна култура“ и др. Иван Есенски е изпълнителен секретар на Академията за европейска култура „Орфеева лира“.
Член е на Съюза на българските писатели. Редактор е на съюзния вестник „Словото днес“.

## Награди
- „За достоен принос в културата на Балканите и Европа“. Международен поетичен фестивал, Румъния (2009).[1]
- Национална литературна награда „Димчо Дебелянов“, Копривщица (1980, 2011).

## Издания
- Есенски, Иван. Посвещение преди зимата.   Пловдив, Христо Г. Данов, 1985. с. 52.
- Есенски, Иван. Какво е чудо станало... 90.   Пазарджик, СамИздад, 1990. с. 22.
- Есенски, Иван. Пясъчно дърво.   София, Лице, 2003. с. 99.
- Есенски, Иван. Райски елегии.   София, Лице, 2004. с. 48.
- Есенски, Иван. Изгнания.   София, Библиотека „Орфеева лира“, 2008. с. 47.
- Есенски, Иван. Доземи.   София, Мултипринт, 2019. с. 92.
- Есенски, Иван. Песен за бедния.   София, Захарий Стоянов, 2022. с. 152.
- Есенски, Иван. Трендафилади.   София, Мултипринт, 2023. с. 54.